# Albert Welvaert
Albert Welvaert (Zomergem, 14 oktober 1916 - aldaar, 10 mei 2008) was een Belgische politicus en burgemeester van Zomergem. 

## Biografie
Albert Welvaert was de zoon van burgemeester Henri Welvaert (1872-1958) en Bertha De Vliegher (1884-1986). Via zijn zuster Magdalena was hij de zwager van brouwer Jacques Vanneste, de voormalige bedrijfsleider van Brouwerij 't Hamerken in Brugge. Albert Welvaert werd doctor in de rechten. 
Hij was burgemeester van Zomergem van 1947 tot 1952. Hij was ook lid van de provincieraad van de provincie Oost-Vlaanderen van 1949 tot 1974. Hij was tevens bestendig afgevaardigde van 1961 tot 1968. Daar was hij bevoegd voor onderwijs, cultuur, polders en wateringen.